# Arushina dentichelis
Arushina dentichelis là một loài nhện trong họ Corinnidae. Chúng thuộc chi đơn loài Arushina, được Lodovico di Caporiacco miêu tả năm 1947, thường xuất hiện ở Tanzania.